# Koji Hashimoto (football)
Koji Hashimoto (橋本 晃司, Hashimoto Koji) est un footballeur japonais né le 22 avril 1986. Il évolue au poste de milieu de terrain.

## Biographie
Il participe à la Ligue des champions d'Asie avec le club du Nagoya Grampus.
Lors de la saison 2012, il inscrit 12 buts en deuxième division japonaise avec l'équipe du Mito HollyHock.